# Andreï Starovoïtov
 (juillet 2018).
Temple de la renommée de l'IIHF : 1997
Andreï Vassilievitch Starovoïtov - en russe Андрей Васильевич СТАРОВОЙТОВ et en anglais Andrei Starovoitov - (né le 6 décembre 1915 en URSS - mort le 22 mars 1997) est un joueur, arbitre et dirigeant russe de hockey sur glace.

## Biographie
Au début des années 1930, il commence le bandy et le hockey sur glace à Smolensk avant de rejoindre le CSKA Moscou avec qui il remporte un titre de champion d'URSS. Il devient ensuite arbitre. Il a officié aux Jeux olympiques de 1956 et de 1964 et aux championnats du monde de 1956, 1957, 1958 et 1961, 1963, 1965. De 1969 à 1986, il était secrétaire général de la fédération soviétique de hockey sur glace et membre du conseil de la fédération internationale de hockey sur glace. Il a également été membre du conseil de l'arbitre à l'IIHF. En 1986, il est élu membre d'honneur de l'IIHF.
Il est admis au Temple de la renommée de l'IIHF en 1997.